# Yamaha XZ 550

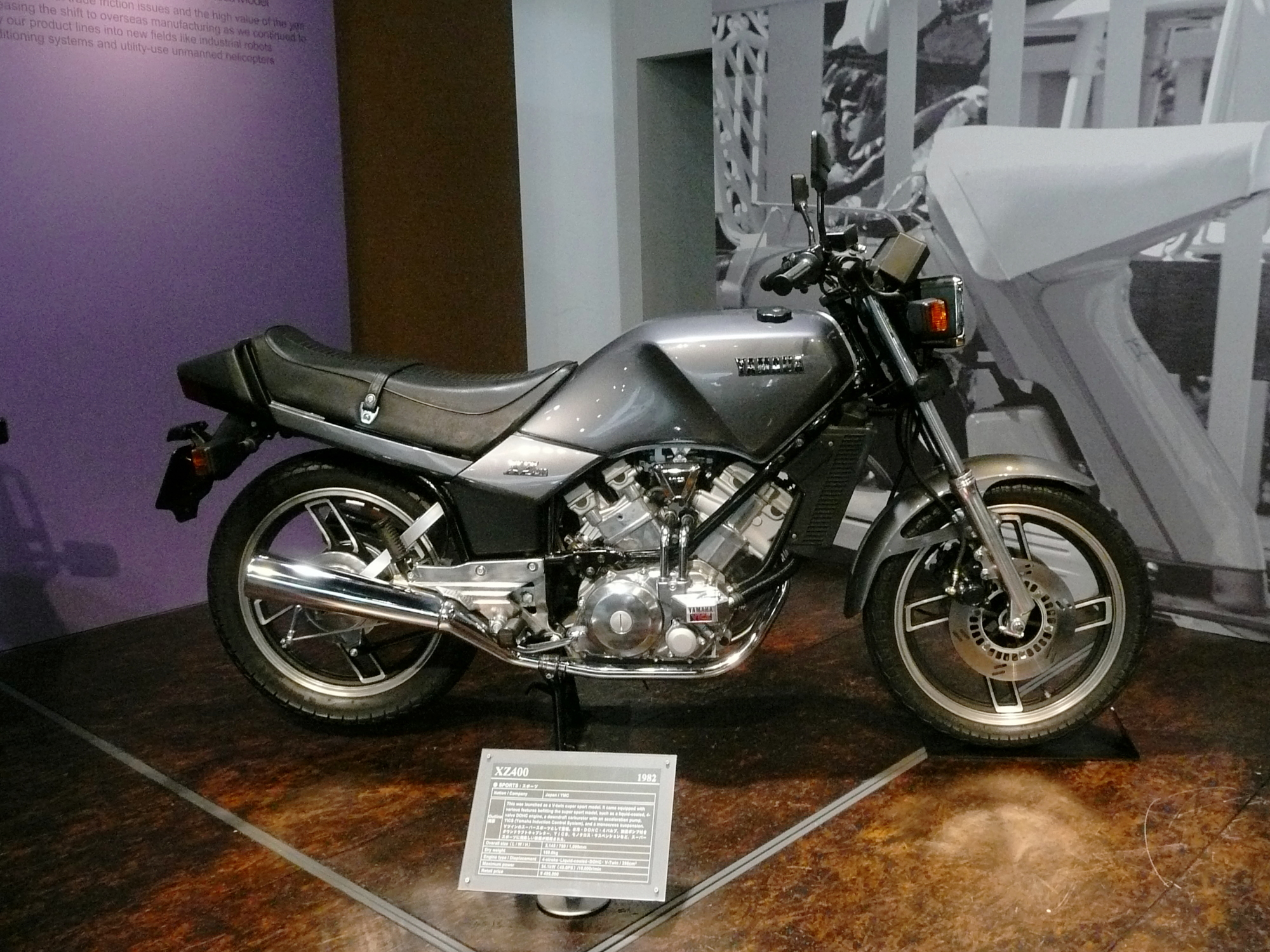
YAMAHA XZ 400, Bj. 1982, anthrazit wie auch XZ 550

Die XZ 550 ist ein Mittelklasse-Motorrad des japanischen Motorradherstellers Yamaha, das von 1982 bis 1985 in Deutschland angeboten wurde. In Japan wurde zeitgleich die bis auf den kleineren Hubraum weitgehend baugleiche XZ 400 verkauft.

## Geschichte
In den 1970er Jahren hatte Yamaha im Motorradbau einen Marktanteil von 37 %, der Konkurrent und Weltmarktführer Honda einen Anteil von 38 %. Yamaha war in das Viertaktgeschäft eingestiegen, hatte in den folgenden Jahren auch gute Ergebnisse in anderen Sparten und brachte ab 1980 seine ersten Motorräder mit einem Zweizylinder-V-Motor heraus.
Um die Spitzenposition zu erreichen, sollte Anfang der 1980er Jahre ein Konkurrenzprodukt zur Honda CX 500 entwickelt werden, dem damals meistverkauften Motorrad der Welt. Das Grundkonzept sah einen wassergekühltem Zweizylinder-V-Motor, um die 500 cm³ Hubraum, Kardanantrieb und ein besseres Fahrwerk als die CX vor. Gleichzeitig sollte es als Sportmotorrad deutlich leistungsstärker als die CX 500 und die von Kawasaki 1980 präsentierte GPZ 550 sein.
Die Werbestrategen von Yamaha zielten auf den Markt der Sportmotorräder und griffen in den Broschüren die Vierzylinder-Konkurrenz als „Multizylinder“ an. Die ersten Tests in der Fachpresse schienen dies zu bestätigen, Motorrad (Ausgabe 1/1982) bescheinigte der XZ 550:
„Denn die 64 PS des wassergekühlten V-Motors stehen nicht nur auf dem Papier. ... Die etablierte Konkurrenz in der Halbliterklasse tut gut daran, den Newcomer ernst zu nehmen.“
Laut der Zeitschrift PS (Ausgabe 2/1982) unter dem Titel „Glanz-Nummer“ charakterisieren die „üppigen Drehzahlreserven“ den Motor „...vollends als sportlich“, die Auto Zeitung (Ausgabe 2/1982) schrieb enthusiastisch:
„So wie die XZ 550 dürfte wohl das Sportmotorrad der Zukunft aussehen“
Die Zeitung Sonntag Aktuell schrieb unter dem Titel „Hochkarätige Technik“:
„Vielmehr ist diese neue XZ 550 ein supersportliches Mittelgewichtsmotorrad, ausgesprochen handlich und in neuem, eckigen Yamaha-Design.“
Was auf den ersten Blick beeindruckte, wurde bei Vergleichstests in der Praxis allerdings nicht bestätigt. Der XZ 550-Motor konnte trotz aufwändiger Technik die Mitbewerber nicht übertreffen.
Auch wenn Hondas CX 500 ein sehr eigenwilliges Design bot, hatte das Yamaha-Design der XZ 550 mit seiner gewöhnungsbedürftigen Mischung aus Ecken und Rundungen, das auf den amerikanischen Markt zugeschnitten war, in Europa einen schweren Stand. Yamaha reagierte auf den Misserfolg: Aus dem Supersportler wurde ein Mittelklasse-Tourer, der bereits auf der IFMA 1982 präsentiert wurde. Dazu wurde das Motorrad als XZ 550 S mit einer Vollverkleidung im Design der XJ 650 Turbo versehen, die Modelle der Erstserie konnten nachgerüstet werden.
Als Ende 1984 die neuen Modelle wie die XJ 600 und die FZ 750 Genesis vorgestellt wurden, war die kurze Zeit der XZ 550 bereits vorbei. 1985 wurde das Modell in Deutschland das letzte Mal offiziell angeboten.

## Technische Daten XZ550
Motor:
- Der Motor ist ein Zwei-Zylinder-V-Motor. Er arbeitet nach dem Viertakt-Prinzip und ist wassergekühlt. Die Kurbelwelle ist quer zur Fahrtrichtung eingebaut, der Zylinderwinkel beträgt 70 Grad. Um Vibrationen zu vermeiden, ist eine Ausgleichswelle zum Massenausgleich eingebaut. Sie dreht sich der Kurbelwelle entgegengesetzt.
- Weiter hat der Motor  zwei Nockenwellen pro Zylinderkopf (DOHC), diese werden durch Zahnketten angetrieben.
- Die vier Ventile pro Zylinderkopf werden über Tassenstößel direkt angesteuert.
- Bei einer Bohrung von 80 mm und einem Hub von 55 mm ist der Motor kurzhubig ausgelegt, das Hubverhältnis beträgt 1,45.
- Verdichtung 10,5: 1. Nennleistung 47 kW (64 PS) bei 9.500 min−1 (für den deutschen Markt aus versicherungstechnischen Gründen auch mit 37 kW/50 PS)
- Maximales Drehmoment: 50,1 Nm bei 8.500 min−1
- Kontaktlose Transistorzündung TCI, Yamaha-eigenes YICS-System. Schmierung erfolgt im  Naßsumpf-Druckumlaufschmierung. Gemischaufbereitung durch zwei Mikuni-BD34-Fallstromvergaser mit Beschleunigungspumpe.

Elektrische Anlage:
- Die Spannung beträgt 12 V. Die Drehstrom-Lichtmaschine leistet 260 Watt. Neun-Dioden-Gleichrichter und elektronische Spannungsregelung. Die Batteriekapazität beträgt 14 Ah.

Kraftübertragung:
- Der Primärantrieb erfolgt über geradeverzahnte Stirnräder. Die Mehrscheibenkupplung läuft im Ölbad. Das klauengeschaltete Getriebe hat fünf Gänge. Die Kraft vom Getriebe zum Hinterrad erfolgt über einen zweimal umgelenkten Kardanantrieb.

Fahrwerk:
- Doppelschleifen-Rohrrahmen mit hochliegenden Unterzügen. Vorne Telegabel mit zurückversetztes Achsaufnahme, der Federweg beträgt 140 mm. Hinten Cantilever-Schwinge mit Zentralfederbein mit 90 mm Federweg.
- Radstand 1450 mm
- Nachlauf 118 mm, 26°40'
- Lenkkopfwinkel 62°
- Leichtmetall-Gußräder, vorne Größe 1,85×18, hinten Größe 2,18×18
- Reifen vorn 90/90-18-51 H, hinten 110/90-18-51 H
- Doppelscheibenbremse vorn (hydraulisch betätigt, Scheibendurchmesser 267 mm, amerikanische Version mit Einfachscheibenbremse)
- Simplex-Trommelbremse hinten (mechanisch betätigt, Trommeldurchmesser 180 mm)

Abmessungen und Gewichte
- Gesamtlänge 2210 mm
- Gesamtbreite 750 mm
- Sitzhöhe 775 mm
- Leergewicht (vollgetankt) 215 kg (XZ 550 S: 228 kg)
- zul. Gesamtgewicht 410 kg
- Tankinhalt 17 Liter (davon 2,7 Liter Reserve)
- Höchstgeschwindigkeit 195 km/h (XZ 550 S: 185 km/h)

## Situation heute
Die Yamaha XZ550 erreichte in Liebhaberkreisen eine gewisse Zustimmung, zum 1. Januar 2015 zählte das Kraftfahrt-Bundesamt in Deutschland 65 Zulassungen in der 47-kW-Version (Typ 172) und 196 Zulassungen in der 37-kW-Version (Typ 173), in Summe 261 Motorräder; im Vergleich zum Januar 2013 ein Rückgang von rund 50 Prozent. Zum 1. Januar 2023 waren noch 134 Fahrzeuge angemeldet.
Seit 2000 findet jährlich ein Treffen von XZ-Freunden an wechselnden Orten statt.
Das Motorenkonzept an sich war erfolgversprechend, Yamaha nutze die Grundkonzeption deshalb noch weiter bei anderen Modellen: zunächst als V4 in der Yamaha XVZ 12/13 Venture, die von 1984 bis 1992 als Luxustourer der Honda Gold Wing Konkurrenz bieten sollte. Dieser ursprünglich 90 PS leistende Motor war dann die Grundlage für das Triebwerk der V-Max, in der dieser Motor nach grundlegender Überarbeitung des Zylinderkopfes eine Maximalleistung von 145 PS erzielte. Die V-Max wurde von 1984 bis 2006 produziert. Und auch der Motor des seit 1996 gebauten Yamaha-Cruiser XVZ1300A Royal Star basiert auf dem Motor der XZ550.